# Leopold Skulski
Leopold Skulski (15. listopadu 1878 Zamość – 11. června 1940 Brest) byl polský politik. Byl představitelem středové a agrárnické Polské lidové strany „Piast”. Byl premiérem Polska od 13. prosince 1919 do 9. června 1920. Jeho vláda rezignovala v důsledku neúspěchu kyjevské ofenzívy a úspěchu bolševické protiofenzívy v polsko-sovětské válce. Byl také ministrem vnitra v první vládě Wincentyho Witose (od 24. července 1920 do 28. června 1921). V letech 1917 až 1919 byl starostou Lodže. V letech 1923-1928 byl místopředsedou strany Piast. Od roku 1925 byl členem Státního soudu. Během sovětské invaze do Polska byl zatčen v Pińsku sovětskou NKVD; krátce nato zemřel ve věznici NKVD v Brestu. Podle jiné verze byl agenty NKVD zastřelen.
Vystudoval chemii na Technologickém institutu v Karlsruhe. V roce 1906 se vrátil do Polska s titulem chemického inženýra. Usadil se v Lodži a našel zaměstnání jako chemik v jedné z továren. Díky věnu své manželky Amelie rozené Włodawské si založil vlastní chemickou a farmaceutickou laboratoř. Od roku 1907 byl členem polského Sokola. Politice se začal věnovat během první světové války. V roce 1923 spoluzakládal Polský rozhlas, jež byl původně soukromou firmou, a prezidentem jehož dozorčí rady byl až do roku 1936, kdy byla firma znárodněna.